# Ceratoclasis cyclostigma
Ceratoclasis cyclostigma is een vlinder uit de familie van de grasmotten (Crambidae). De wetenschappelijke naam van de soort is voor het eerst gepubliceerd in 1914 door Harrison Gray Dyar Jr..
De spanwijdte bedraagt 24 millimeter
De soort komt voor in Panama.